# ایستگاه مین استریت–ساینس ورد
ایستگاه مین استریت–ساینس ورد (انگلیسی: Main Street–Science World station) یک ایستگاه مرتفع در خط اکسپو (اسکای‌ترین) مترو ونکوور اسکای‌ترین (ونکوور) سیستم حمل و نقل سریع مترو در ونکوور، بریتیش کلمبیا، کانادا این ایستگاه از دو طرف خیابان مین در تقاطع خیابان مین و خیابان ترمینال قابل دسترسی است و در مجاورت ایستگاه سنترال پاسفیک، پایانه راه‌آهن و اتوبوس بین شهری شهر است.